# Brauswetter János
Brauswetter János (Szeged, 1817. december 15. - Szeged, 1903. november 23.) neves szegedi órásmester volt.

## Életpályája
Szülei: Brauswetter János Károly és Schwarz Vilma voltak. Az órásmesterséget külföldön tanulta. 1846-ban Münchenben mesterré fogadták. 1847-től ismét Szegeden élt. 1868 augusztusában Brauswetter János órával szerelte fel a szegedi régi zsinagógát (Hajnóczy utca 12.), ez az óra meghatározott időszakonként fennhangon hirdeti az eltelt időt. A korabeli Szegedi Híradó című napilap óraművészként emlegette Brauswettert. Az 1879-es szegedi nagy árvíz után felújított szegedi városháza tornyának világító óráját Brauswetter János tervezte. Főleg az árvíz által elsodort város hozott itt minden mesterembernek rengeteg munkát, így vált jelessé a jó órásmester is. A magyar óraipar sikeres alakja lett. Üzletét fia, Brauswetter Vilmos (1849. szeptember 10. - 1921. augusztus 28.) vitte tovább.
1873-tól Brauswetter János órás műhelye a Városháza bérpalotájában (Széchenyi tér 11.) lehetett, majd az 1890-es években vásároltak önálló házat és üzletet.
1895-ben Pfann Lajos halála miatt árverésre került a Pfann-ház (Oskola utca 23.), ekkor vásárolta meg Brauswetter János. A ház Bajza utca felőli részén a magasföldszintes raktárépületre emeletráépítési engedélyt kért, s meg is kapta azt a fia, Vilmos órásmester, 1912-ben már a lakhatási engedélyt is megadták. Az óraraktár tervét Robelly Aladár készítette. Az épületet 1983-ban védetté nyilvánították, az óraraktárt azonban 1990-ben lebontották, s az Oskola utcai házat jellegétől idegen tetőtér-beépítéssel átalakították. A Brauswetter-féle órásüzlet helyén különböző boltok működtek, legtovább hentes üzlet, majd cipőbolt.